# مايو أوكاموتو
مايو أوكاموتو (باليابانية: 岡本真夜؛ بالكانا: おかもと まよ) هي مغنية مؤلفة وملحنة وشاعرة يابانية، ولدت في 9 يناير 1974 في كوتشي في اليابان.

## وصلات خارجية
- الموقع الرسمي
- مايو أوكاموتو على موقع ميوزك برينز (الإنجليزية)
- مايو أوكاموتو على موقع ديسكوغز (الإنجليزية)